# Comuna Kapela, Bjelovar-Bilogora
Kapela este o comună în cantonul Bjelovar-Bilogora, Croația, având o populație de 2.984 de locuitori (2011).

## Demografie
Componența etnică a comunei Kapela
     Croați (96,11%)
     Sârbi (2,85%)
     Necunoscut (0,3%)
     Neclasificat (0,57%)
Componența confesională a comunei Kapela
     Catolici (93,77%)
     Ortodocși (4,12%)
     Necunoscută (0,7%)
     Alte religii (1,41%)
Conform recensământului din 2011, comuna Kapela avea 2.984 de locuitori. Din punct de vedere etnic, majoritatea locuitorilor (96,11%) erau croați, cu o minoritate de sârbi (2,85%). Apartenența etnică nu este cunoscută în cazul a 0,3% din locuitori. Din punct de vedere confesional, majoritatea locuitorilor (93,77%) erau catolici, cu o minoritate de ortodocși (4,12%). Pentru 0,7% din locuitori nu este cunoscută apartenența confesională.